# Пісняр-лісовик рудоволий
Пісняр-лісовик рудоволий (Setophaga fusca) — дрібний комахоїдний птах з роду Setophaga родини піснярових (Parulidae). 

## Поширення
Пісняр-лісовик рудоволий у гніздовий період поширений на сході Північної Америки, від південної Канади, і на захід аж до південних прерій Канади, Великих озер, Нової Англії та Північної Кароліни. На зимівлю мігрує до південної частини Центральної Америки і до півночі Південної Америки. Гніздиться переважно у бореальних хвойних і змішаних хвойно-листяних лісах, на зимівлі — у вологих гірських лісах.